# Frankfurter Leben
Die Frankfurter Leben Holding GmbH & Co. KG, teilweise auch als Frankfurter-Leben-Gruppe bezeichnet, ist eine deutsche Versicherungsgruppe mit Hauptsitz in Bad Homburg vor der Höhe. Ein Teil der Tochtergesellschaften sitzt in München, Köln und Grünwald.

## Geschäftsfelder
Das Unternehmen hat sich auf die Abwicklung von Lebensversicherungsunternehmen und Pensionskassen sowie im Run-Off befindliche Versicherungsbestände spezialisiert und gehört damit zu einer Handvoll Spezialisten auf dem deutschen Markt.

## Hintergrund
Die Frankfurter Leben Holding GmbH & Co. KG ist eine Tochtergesellschaft der Luxemburger Taunus Group S.A., die zum chinesischen Fosun-Konzern gehört. Komplementärin ist die Frankfurter Leben GmbH.
Die Frankfurter-Leben-Gruppe ist eine auf die Abwicklung von deutschen Lebensversicherungsunternehmen und Pensionskassen spezialisierte Plattform. Dabei erfolgen entsprechende Transaktionen entweder über Unternehmenskäufe, so genannte Anteilskäufe oder „Share Deals“,  oder über Übertragungen von Beständen oder Teilbeständen, so genannte „Asset Deals“. Die erworbenen Versicherungsportfolien sind für das Neugeschäft geschlossen, teilweise bereits explizit im Zusammenhang mit der Übernahme, teilweise bereits aus länger zurückliegenden strategischen Entscheidungen der vormaligen Eigentümer. Ausgewiesenes Neugeschäft wird daher hauptsächlich durch Dynamiken bestehender Verträge sowie aus Konsortialverträgen mit dem Pensions-Sicherungs-Verein und der Versorgungsausgleichskasse generiert.

## Geschichte
Die Gesellschaft wurde im August 2015 gegründet, um den Teilbestand der in Bad Homburg und Bremen sitzenden deutschen Niederlassung der Basler Versicherungen zu übernehmen. Der Übergang wurde nach knapp 15-monatiger Prüfung von der zuständigen Aufsichtsbehörde BaFin im Januar 2017 genehmigt, hierzu wurde die zuvor erworbene inaktive Uelzener Lebensversicherung als leere Hülle für die Übertragung des Bestands herangezogen und in Frankfurter Lebensversicherung umbenannt. Bereits im September 2016 hatte die ARAG SE verkündet, ihre in München ansässige Lebensversicherungstochter im Zuge einer Neustrukturierung an die Frankfurter veräußern zu wollen. Hierzu erfolgte im Juni 2017 die BaFin-Genehmigung, die Gesellschaft erhielt nach der Übernahme mit Frankfurt Münchener Lebensversicherung ebenfalls eine neue Bezeichnung.
Mit der Übernahme von zwei Pensionskassen im Jahr 2018, bei denen das  Inhaberkontrollverfahren der Aufsicht im Herbst abgeschlossen war, verwaltet die Frankfurter-Leben-Gruppe nach eigenen Angaben rund 700.000 Verträgen mit über 500 Millionen Euro jährliche Bruttobeitragseinnahmen und rund zehn Milliarden Euro Kapitalanlagen.
Im September 2019 kündigte die Frankfurter Leben an, zur Steigerung der Effizienz die verschiedenen Versicherungsbestände auf ein einheitliches Verwaltungssystem umstellen zu wollen, hierzu soll zukünftig mittels Software-as-a-Service-Anwendung das Betriebssystem „Allianz Business System“ der Allianz Deutschland genutzt werden. Aufgrund eines Strategiewechsels der Allianz wurde die durch die Allianz-Tochter Syncier organisierte Umstellung jedoch vorzeitig abgebrochen. In der Folge wechselte die Frankfurter Leben auf die Lösung der Adesso-Tochter Afida, zu der der vormals bei Syncier zuständige Geschäftsführer in gleicher Rolle gewechselt war.
Im Mai 2023 verkündete die Frankfurter-Leben-Gruppe vorbehaltlich der BaFin-Genehmigung die Übernahme der Generali Deutschland Pensionskasse AG (Rund 150.000 Verträge mit rund 2,8 Milliarden Euro verwaltetem Vermögen), im September des Jahres wurde ebenso vorbehaltlich der Genehmigung durch die Aufsichtsbehörde die Übertragung des Versicherungsbestandes der Landeslebenhilfe (ca. 11.000 Verträge mit rund 150 Mio. Euro zugehörigen Kapitalanlagen) auf die Frankfurter Lebensversicherung verkündet. Nachdem die BaFin zwischenzeitlich zugestimmt hatte, wurde die Übertragung des LLH-Bestands in Form eines Asset Deals Ende Dezember des Jahres rückwirkend zum 1. Januar 2023 vollzogen. Mitarbeiter, die bei der LLH beschäftigt waren, wechselten zur bisherigen LLH-Mutter Landeskrankenhilfe.

## Unternehmensstruktur
Die Frankfurter Leben-Gruppe besteht aus fünf Tochtergesellschaften (Stand März 2025):
- Frankfurter Lebensversicherung AG (ehemals Basler Leben AG), Bad Homburg vor der Höhe
- Frankfurt Münchener Lebensversicherung AG (ehemals ARAG Lebensversicherungs-AG), München
- Pro bAV Pensionskasse AG (ehemalige Tochtergesellschaft der Axa Deutschland), Bad Homburg vor der Höhe
- Prudentia Pensionskasse AG (ehemalige Pensionskasse des Modekonzerns C&A sowie ehemalige Tochtergesellschaft der Cofra Holding AG), Bad Homburg vor der Höhe
- Frankfurter Pensionskasse AG (ehemalige Generali Deutschland Pensionskasse AG), Bad Homburg vor der Höhe